# Antarcturus usitatus
Antarcturus usitatus är en kräftdjursart som beskrevs av Schultz 1978. Antarcturus usitatus ingår i släktet Antarcturus och familjen Antarcturidae. Inga underarter finns listade i Catalogue of Life.